# Jerzy Nowakowski (ekonomista)
Jerzy Jan Nowakowski (ur. 1945) – polski ekonomista, profesor, kierownik Zakładu Bankowości Inwestycyjnej w Instytucie Bankowości Kolegium Ekonomiczno-Społecznego Szkoły Głównej Handlowej w Warszawie. Jego działalność naukowa skupia się przede wszystkim na bankowości, rynkach kapitałowych i zarządzaniu ryzykiem na rynkach finansowych.

## Życiorys
W 1967 ukończył studia na Wydziale Matematyczno-Fizycznym Uniwersytetu Warszawskiego. W 1978 uzyskał stopień doktora z dyscypliny statystyka ekonomiczna na podstawie pracy napisanej pod kierunkiem prof. Ryszarda Zasępy. W 1988 uzyskał habilitację z nauk ekonomicznych na podstawie pracy z zakresu ekonometrii. W 1998 uzyskał nominację profesorską. Od początku pracy naukowej związany ze Szkołą Główną Planowania i Statystyki.
Autor ponad 180 publikacji naukowych (w tym książki, podręczniki, monografie, w których występuje głównie jako współautor). Promotor 25 prac doktorskich (finanse i bankowość). W 2002 Minister Edukacji Narodowej i Sportu uhonorował „Bankowość – podręcznik akademicki” pod red. W. L. Jaworskiego i Z. Zawadzkiej nagrodą zespołową – wśród zespołu nagrodzonych znalazł się także prof. J. Nowakowski.

## Pełnione funkcje
- Członek Prezydium Komitetu Nauk o Finansach Polskiej Akademii Nauk[5].
- Członek Rady Naukowej NBP[6].
- Wiceprzewodniczący Polskiego Stowarzyszenia Finansów i Bankowości[4].
- Kierownik Podyplomowych Studiów Bankowości w Szkole Głównej Handlowej w Warszawie[7].
- Dziekan Kolegium Zarządzania i Finansów Szkoły Głównej Handlowej w Warszawie (1999–2005)[4].
- Członek Senatu Szkoły Głównej Handlowej w Warszawie (1999–2005)[4].
- Prodziekan Kolegium Zarządzania i Finansów Szkoły Głównej Handlowej w Warszawie (1996–1999)[4].
- Wicedyrektor Instytutu Ekonometrii Szkoły Głównej Planowania i Statystyki, a następnie Szkoły Głównej Handlowej w Warszawie (1985-91).

## Odznaczenia
- 1981 – Brązowy Krzyż Zasługi
- 1981 – Złoty Krzyż Zasługi
- 2002 – Krzyż Kawalerski Orderu Odrodzenia Polski
- 2005 – Medal Komisji Edukacji Narodowej

## Publikacje
- Zastosowanie teorii Carolana i Fischera na rynku kapitałowym,(współautor: K. Borowski), Difin, Warszawa 2005.
- Finanse i bankowość w integrującej się Unii Europejskiej (współredaktor: T. Famulska), Difin, Warszawa 2006, ISBN 83-7251-654-5.
- Пoльскi банки на pинку капіталу – Еволюція банківської системи Польщі (współautor: K. Borowski), Wydawnictwo Marii C. Skłodowskiej, Lublin 2006.
- Polaryzacja rynku kredytowego mikro oraz małych przedsiębiorstw (MMP) w świetle Nowej Umowy Kapitałowej (NUK) – na przykładzie metody standardowej, Studia i Prace KZiF nr 70/2006, ISBN 83-7251-654-5.
- Zarządzanie aktywami i pasywami banku oraz Zarządzanie portfelem kredytowym, w: Bankowość, red. M. Zaleska, Wydawnictwo C.H. Beck, Warszawa 2013.
- W kierunku nowego ładu świata finansów, Oficyna Wydawnicza SGH, Warszawa 2015.